# Aminu
Aminu (akadsko 𒀀𒈪𒉡, latinizirano: A-mi-nu) je 26. vladar s Seznama asirskih vladarjev. Omenjen je v odstavku "kralji, katerih očetje so znani". Vladarji v tem odstavku so v nasprotju z drugimi zapisani v obratnem vrstnem redu: prvi je Aminu, ki je bil zadnji, in zadnji Apiašal, ki je bil prvi.  Vladarji s tega dela seznama se pogosto, a ne vedno, štejejo za prednike Amorita Šamši-Adada I. (vladal okoli 1809 pr. n. št.), ki je osvojil Ašur. Seznam asirskih vladarjev omenja tudi to, da je bil Aminu sin in naslednik Ila-kabkabuja in oče in predhodnik Sulilija.